# یومو کادو
یومو کادو (ژاپنی: 工藤 由夢؛ زادهٔ ۶ ژوئن ۱۹۹۰) یک بازیکن فوتبال اهل ژاپن است.
از باشگاه‌هایی که در آن بازی کرده‌است می‌توان به باشگاه ورزشی یوکوهاما اشاره کرد.